# Serapicamptis anatolica
Serapicamptis anatolica là một loài thực vật có hoa trong họ Lan. Loài này được (Renz & Taubenheim) J.M.H.Shaw mô tả khoa học đầu tiên năm 2005.